# Wakiza
Wakiza est un prénom masculin.

## Sens et origine du prénom
- Prénom masculin d'origine nord-amérindienne[1].
- Prénom qui signifie « guerrier déterminé ».

## Prénom de personnes célèbres et fréquence
- Prénom peu usité aux États-Unis[2].
- Prénom qui n'a semble-t-il jamais été donné en France[3].